# Clown V. Board of Education
«Clown V. Board of Education» (titulado «El payaso vs. El consejo de educación» en Hispanoamérica y «Payaso contra consejo de educación» en España) es el vigésimo primer episodio de la trigésimo cuarta temporada de la serie de televisión de animación estadounidense Los Simpson, y el 749 en total. Se emitió en los Estados Unidos en Fox el 14 de mayo de 2023. El episodio fue dirigido por Lance Kramer y escrito por Jeff Westbrook.
En este episodio, Krusty abre una escuela para enseñar a los niños a ser payasos. El episodio recibió críticas negativas.

## Trama
Mientras graba su programa, Krusty ve que nadie de su público se ríe de sus chistes. Se entera de que el público del estudio está compuesto por personas mayores porque los niños no están interesados en verlo. Discutiendo el asunto con otros payasos, se le ocurre la idea de abrir una escuela de payasos para niños. También se da cuenta de que puede sacar provecho de las matrículas. Convence al pueblo para que le permita abrir la escuela. Bart le pide a Homer que le matricule en la escuela. Aunque tiene notas bajas, Homer dice que otros niños le seguirán si Bart se matricula, así que Krusty lo acepta.
Bart destaca en la escuela de payasos aunque Lisa cuestiona su legitimidad. La escuela compite en un concurso de ciencias con la Escuela Primaria de Springfield y gana. Esto hace que los padres alaben los esfuerzos de Krusty en la escuela. Más tarde, Tony el Gordo amenaza a Krusty para que se haga cargo de la escuela. Krusty intenta resistirse, pero finalmente lo permite.
El estado de la escuela empeora a medida que Tony el Gordo saca dinero de la escuela. Krusty acude a la policía en busca de ayuda, y ésta hace que Krusty lleve un dispositivo de grabación para incriminar a Fat Tony. Krusty es atrapado en el acto, pero los estudiantes protegen a Krusty de ser asesinado. En su lugar, Fat Tony decide quemar la escuela. Esto entristece a Krusty, pero Bart lo consuela.

## Producción
El productor ejecutivo Al Jean reveló detalles de la trama del episodio el 16 de diciembre de 2022.

## Recepción

### Audiencia
El episodio obtuvo una audiencia de 0,22 y fue visto por 0,77 millones de espectadores, siendo el programa más visto de Fox esa noche.

### Respuesta de la crítica
El episodio recibió críticas negativas. Tony Sokol de Den of Geek calificó el episodio con 3,5 de 5 estrellas. Sintió que el episodio era una repetición del episodio de la sexta temporada «Homie, el payaso». También señaló cómo Fat Tony se hizo cargo de la escuela anterior como lo hizo en este episodio. John Schwarz de Bubbleblabber dio al episodio un 4 sobre 10. También pensó que el episodio era una repetición de «Homie, el payaso». También opinó que el episodio tenía pocos chistes. Cathal Gunning de Screen Rant pensó que el episodio no sólo era una repetición de «Homie, el payaso», sino que también incluía un punto de la trama del episodio de la undécima temporada «Grift of the Magi».